# 舊克里沃圖利
48°47′9″N 24°51′20″E / 48.78583°N 24.85556°E
舊克里沃圖利（烏克蘭語：Старі Кривотули），是烏克蘭西部的村莊，隸屬伊萬諾-弗蘭科夫斯克州的伊萬諾-弗蘭科夫斯克區。該村始建於1763年，面積14.8平方公里，2001年人口2,466，人口密度每平方公里167.2人。